# Briaroaks
Briaroaks es una ciudad ubicada en el condado de Johnson en el estado estadounidense de Texas. En el Censo de 2010 tenía una población de 492 habitantes y una densidad poblacional de 177,87 personas por km².

## Geografía
Briaroaks se encuentra ubicada en las coordenadas 32°29′45″N 97°18′12″O / 32.49583, -97.30333. Según la Oficina del Censo de los Estados Unidos, Briaroaks tiene una superficie total de 2.77 km², de la cual 2.77 km² corresponden a tierra firme y (0%) 0 km² es agua.

## Demografía
Según el censo de 2010, había 492 personas residiendo en Briaroaks. La densidad de población era de 177,87 hab./km². De los 492 habitantes, Briaroaks estaba compuesto por el 99.19% blancos, el 0.2% eran afroamericanos, el 0% eran amerindios, el 0% eran asiáticos, el 0% eran isleños del Pacífico, el 0.41% eran de otras razas y el 0.2% pertenecían a dos o más razas. Del total de la población el 4.88% eran hispanos o latinos de cualquier raza.